# Eduardo Mallea

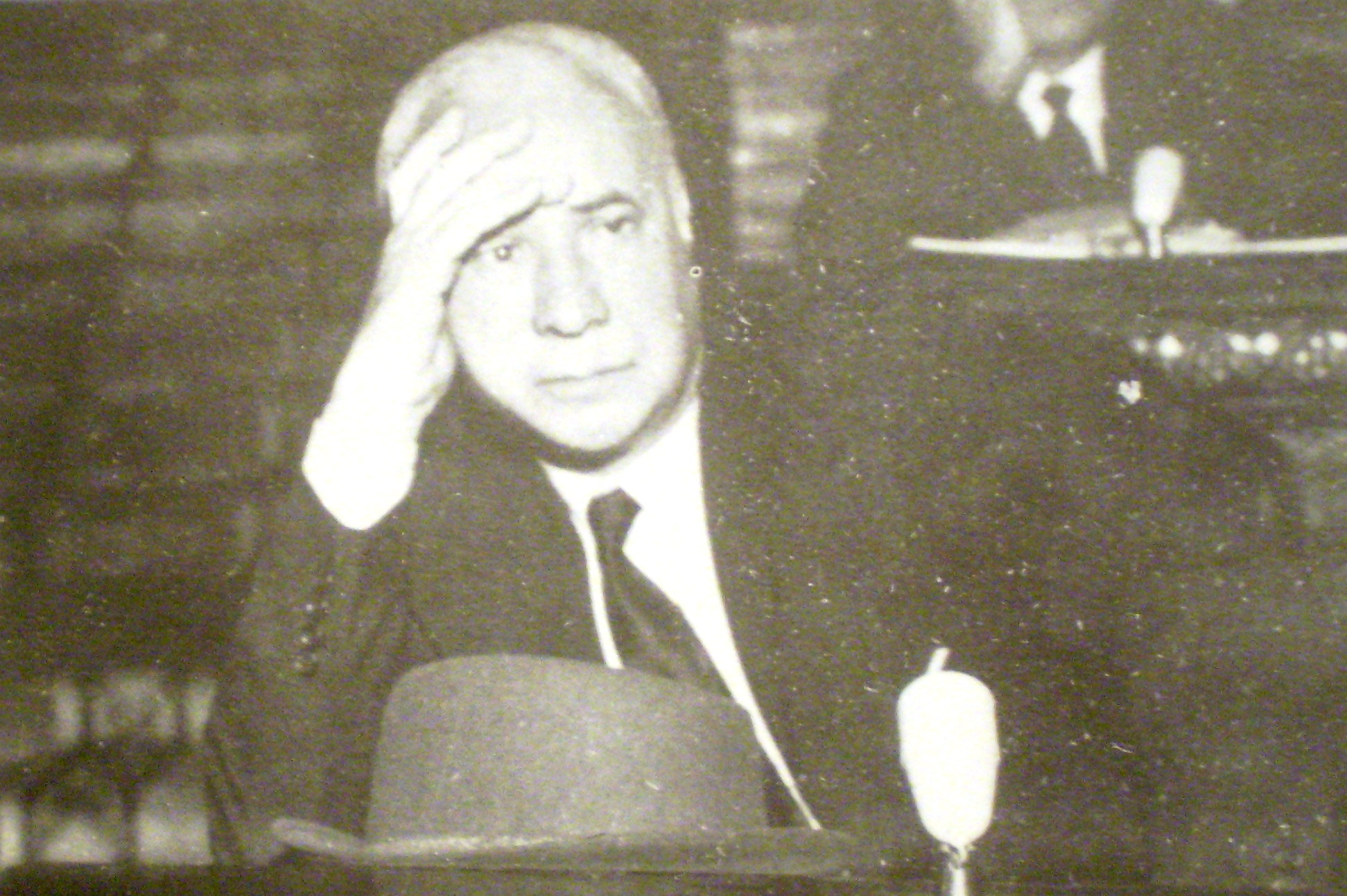
Eduardo Mallea.

Eduardo Mallea, född 14 augusti 1903, i Bahía Blanca, Argentina; död 12 november 1982 i Buenos Aires, var en argentinsk författare och diplomat. Han skrev essäer, teater och noveller men blev framförallt känd för sina psykologiska romaner.

## Biografi
Eduardo Alberto Mallea var son till Narciso Segundo Mallea och Manuela Aztiria, den mellerste av tre söner. Hans far, född i staden San Juan och ättling till den klassiske argentinske författaren Domingo Faustino Sarmiento, var en självuppoffrande läkare utbildad i huvudstaden. Efter examen praktiserade denne i Benito Juárez och Azul (småstäder inom provinsen Buenos Aires) samt överflyttade sedan till Bahía Blanca där sonen föddes – dåförtiden argentinska söderns mest betydande stad, cirka 68 mil från huvudstaden. Dessa år formgav mycket i författarens litterära värld – samt gav honom synbarligen en negativ bild av faderns kollegor, då någon elak, alkoholiserad eller allmänt urspårad läkare ofta ingår bland berättelsernas figurer. Från fadern fick Eduardo Mallea den främsta influensen till att stadigvarande ägna sig åt litteraturen. Biografen Óscar H. Villordo skriver: "Fadern läste ständigt uppslagsverk, lexikon och andra böcker. Allt hade han läst, upprepade gånger. Han var vän till Manuel Láinez, med vilken romanförfattaren Manuel Mujica Láinez räknade släktskap."
År 1907 for familjen till Europa på rundresa. Tillbaka i Bahía Blanca, tre år senare, blev den sjuårige sonen inskriven vid en engelsk skola. År 1916 flyttade man till Buenos Aires, där 13-årige Eduardo författade sina första berättelser.
Ovanstående tidiga biografiska data säger åtskilligt om vad som sedan kännetecknande skriftställaren, samt författarskapet. En djup personlig känsla för hemlandets historia och kulturella särart. Samtidigt en kosmopolitisk utblick. Tidig kontakt med anglosaxisk bildning (brittisk snarare än nordamerikansk).
År 1920 blev den första novellen La Amazona publicerad. Tre år senare tryckte tidningen La Nación hans Sonata de soledad. År 1926 utkom Cuentos para una inglesa desesperada. Redan denna tidiga debutbok mottogs väl, då filosofen José Ortega y Gasset lovordade den. Dock ansågs verket sedermera vanligen som ett ”lekfullt” första försök, följt av något decenniums tystnad innan Malleas litterära karriär tog fart på allvar.
Snart nog övergav författaren sina juridikstudier och började arbeta journalistiskt. År 1931 anförtrodde dagstidningen La Nación åt Mallea ledningen för sin litteraturbilaga. Denna befattning innehade han sedan under nära trettio år. Mallea skrev även återkommande i tidningen. År 1931 blev också tidskriften Sur, ett av landets viktigaste litterära språkrör, grundad av bland andra honom.

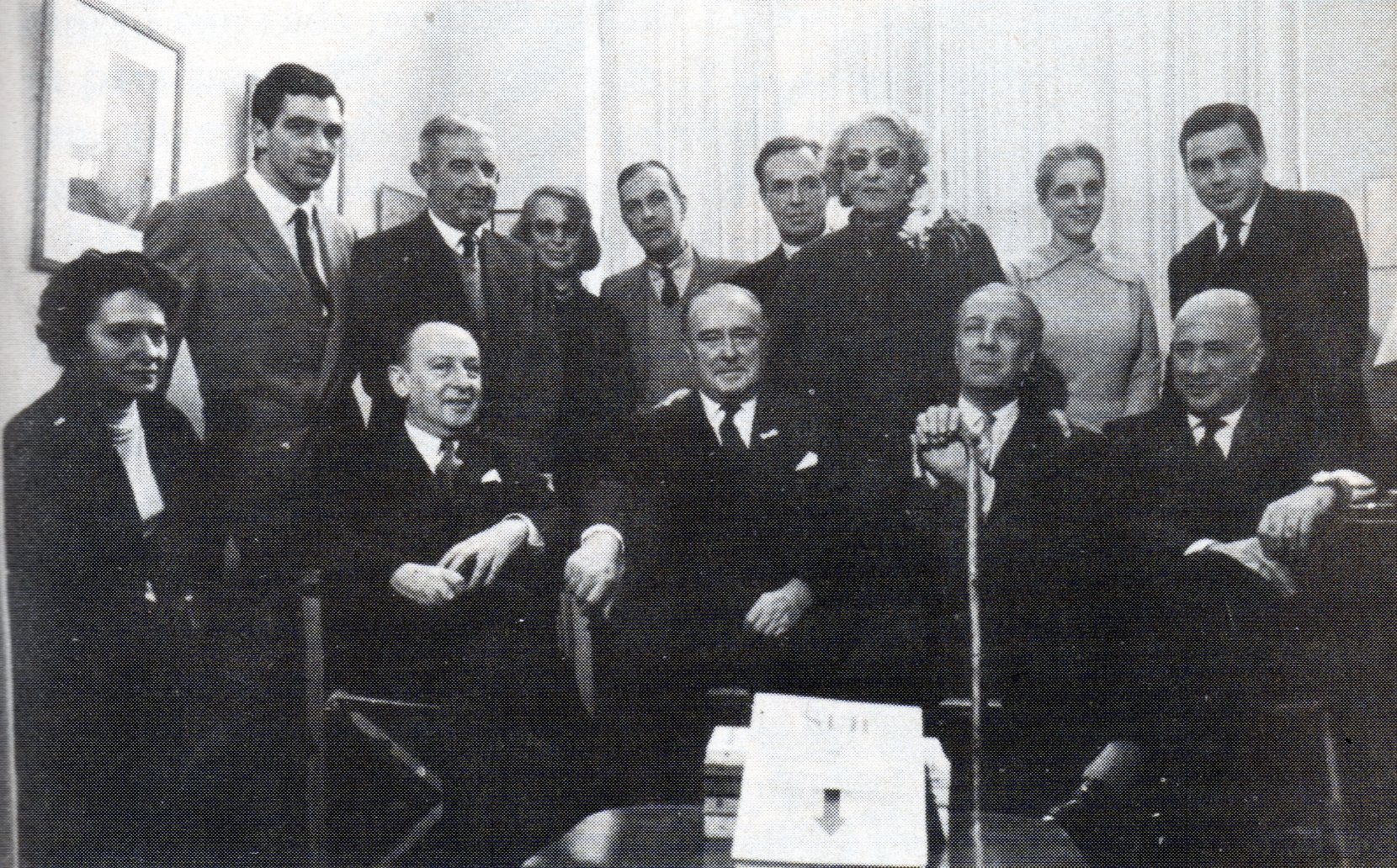
Tidskriften ”Sur” grundades av författarinnan Victoria Ocampo tillsammans med Mallea, Jorge Luis Borges och flera andra kända argentinska skriftställare.

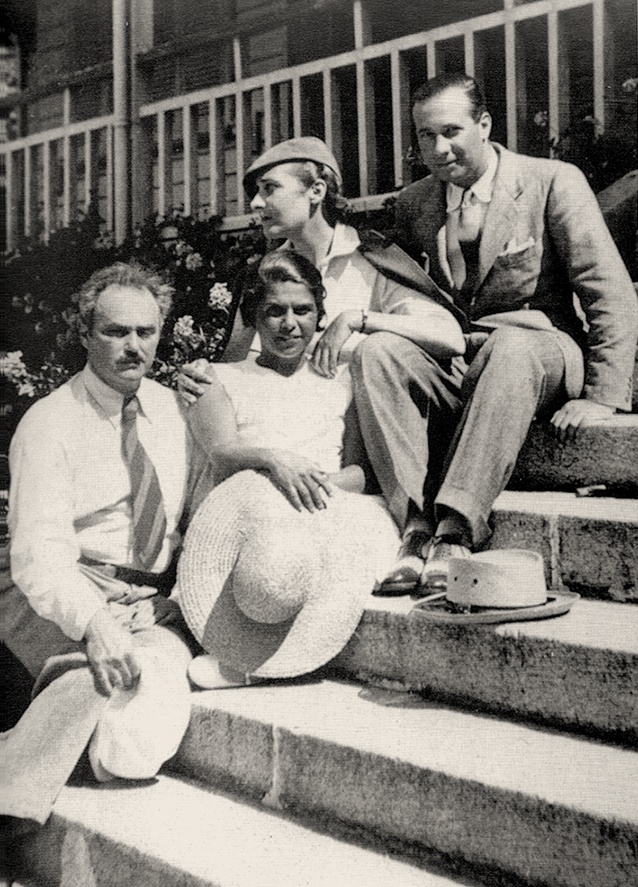
Mallea (höger) med redaktionen för ”Sur”.

År 1936 utgavs La ciudad junto al río inmóvil (här fann Mallea sin litterära egenart med en form som ofta återkom i hans författarskap: en berättelsekrets där olikartade människoöden skildras med en enhetlig stämning och tematik) och 1937 hans viktigaste essä med analys av landets sociala y andliga situation: Historia de una pasión argentina. År 1940 trycktes romanen La bahía de silencio och ett år senare Todo verdor perecerá. Dessa verk tillhör hans mest kända. I sina romaner förenade han den essäistiska och kulturkritiska analysen med fiktivt berättande. En senare romansvit 1944-1951 (med Las águilas och La torre) är en släktkrönika om familjen Ricarte – där den fåfänga och slösaktiga storstaden Buenos Aires ställs mot den rikt och tålmodigt alstrande landsbygden på ett närmast oförsonligt sätt. Romanerna Chaves (1953) och La sala de espera (1953) bör också särskilt nämnas. Författaren Mallea erövrade sin plats inom litteraturen under 1930-50-tal, ehuru verksam på hög konstnärlig nivå ännu flera decennier därefter; hans sista roman utgavs 1985 (postumt).
Då general Pedro Eugenio Aramburu år 1955 övertog argentinska regeringen utsändes Mallea som Argentinas representant vid UNESCO (Indien); sedan emellertid Arturo Frondizi tre år senare fått makten lämnade Mallea sitt ämbete och återvände hem. Hans FN-tjänst var möjligen inte helt frivillig. Eftersom författaren hamnat alltför nära föregående regimen, ledd av Juan Domingo Perón, skickades han måhända i någon sorts exil då diktaturen som bar Peróns namn störtats. (Dock bör sägas att Mallea arbetade vid den enda argentinska dagstidning som lyckades behålla viss yttrandefrihet trots diktatur; några sympatier för sagda regim torde han inte ha haft.)
Mallea förblev sedan en uppburen kulturpersonlighet bosatt i främst hemlandet, ehuru även flitigt resande. Han inbjöds att föreläsa vid många akademiska centra världen över, exempelvis universiteten Princeton och Yale, samt Goethe-Institut i São Paulo; till hans ära har Premio Eduardo Mallea instiftats. Gator och skolor i Argentina har uppkallats efter honom. Den 12 november 1982, sjuttionio år gammal, avled Mallea i Buenos Aires och jordades där. Han är begravd på Recoleta, argentinska huvudstadens stora kyrkogård.

## Malleas författarskap
Mallea var en litteraturkritiker med lysande intelligens. Hans eget författarskap är till stor del självbiografiskt. Teman som ensamhet och isolering inspirerade flera av hans romaner. I centrum finns problemet med storstadsmänniskans alienering, samt svårigheten att skapa sig en egen kulturell identitet. Figurerna i Malleas verk har likartade karaktärer, personligheter och beteenden. Nästan samtliga är enslingar, inåtvända, tystlåtna, med knapphändig förmåga till flytande kommunikation med andra.
Malleas ambition var att analysera det argentinska psyket. Han var dock även en stor resenär och väl förtrogen med europeisk litteratur, andligt besläktad med Anton Tjechov, William Blake och Miguel de Unamuno exempelvis. Läsare har fått associationer till Munch, August Strindberg, Søren Kierkegaard och François Mauriac i hans diktning.
Beträffande inflytandet från andra författare skrev Myron Lichtblau: ”Han torde känna viss befryndan med de skribenter som försökt använda språkets fenomen icke blott som kommunikationsmedel eller deskriptiv utsmyckning, utan som en livgivande och skapande kraft, vilken kan totalt sammansmälta med det behandlade ämnet.”
Författarens upptagenhet med ”det typiskt argentinska” samt hemlandets förhållanden (”argentinism”) är, tvärtemot vad man kanske kunnat förmoda, högst allmänmänsklig och ingalunda provinsiell. Den ledde naturligt nog till att han uppmärksammades främst av argentinare, i andra hand inom den spanskspråkiga världen. Likväl är hans verk översatta till flera andra språk. (Se översikt nedan.) Han har blivit kallad för ”seklets centralgestalt i argentinsk litteratur” och länge ansetts, jämte Jorge Luis Borges, vara den ene av Argentinas två internationellt betydande författare.
Mildred Adams, som var USA:s bästa kännare av latinamerikansk litteratur, skrev i New York Times följande om Malleas år 1940 publicerade La bahía de silencio: ”Här är äntligen en sydamerikansk roman som tål jämförelse med det goda författarskapet i vilket land som helst… Som bild av liv och tankar i Argentina lyfter den landet ur gaucholegenden på de illustrerade tidskrifternas glanspapper och förvandlar det till en del av den aktuella världen… Så som den intellektuella ungdomens samtalsnivå reflekteras i denna bok borde den väcka tvekan hos de nordamerikaner som föreställer sig att det tillkommer oss att exportera kultur till den södra hemisfären.”
Svensk publik fick kännedom om hans verk främst genom att kulturskribenten Martin Rogberg kände honom personligen. Efter ett flyktigt möte våren 1944 fick denne ett bestående intresse för Malleas författarskap. Rogberg var sedan under sex år pressattaché i bland annat Argentina, efter att tidigare ha varit kulturchef på Svenska Dagbladet under lång tid. Rogberg träffade Mallea emellanåt i Buenos Aires under dessa år. Mallea ställde sig 1949 till förfogande för en spansk radiokurs som AB Radiotjänst och Iberoamerikanska institutionen i Göteborg gemensamt producerade. Rogberg översatte 1951 även en av Malleas berättelser, under personligt samarbete med denne. Senare blev också akademiledamoten Artur Lundkvist intresserad.

### Några av Malleas skrifter, innehåll
Några av författarens mest kända verk kan lämpligen kort refereras. Många ytterligare förbigås. Nedanstående tillhör dock de mest kända och representiva för Malleas diktning.
- Nocturno europeo (1934) är en bekännelse skriven i tredje person. Genom berättaren – Adrián – började Mallea fördjupa sin ångestfyllda livssyn. Stilen är nu en helt annan än i förstlingsverken.[19]

- Essän Historia de una pasión argentina (1935) gör hemlandet Argentina till ångestens föremål. Boken är självbiografisk och riktar omskakande eldiga fördömanden mot ”de svekfulla”, samt uttrycker kärlek till röster ur nationens djup. Ett ”synligt” Argentina vari de onda hör hemma skildras, samt ett ”osynligt” Argentina som är de godas hemvist. (Det senare identiskt med den liberala övre medelklassens ideal?)[20]

- Novellsamlingen La ciudad junto al río inmóvil (1936) söker uppdaga vad staden Buenos Aires bär på för hemlighet. Figurerna är medvetna om sin ensamhet och förtvivlan. De saknar moraliska rötter. Denna tankevärld blir senare mycket typisk hos författaren.[21]

- Med romanen Fiesta en noviembre (1938) införde Mallea en ny stil. Tidigare verk hade bestått av monologer. Nu konstrueras romanerna med diskuterande dialog. De många personerna har varsitt perspektiv. Detta verk inleder en period då Mallea börjar bli mer intressant för människor utanför Argentina, samt får sina verk översatta.[21] Romanens ämne är de rikas dubbelmoral, illustrerad genom skildring av en fest.

- Alltifrån La bahía de silencio (1940) uppträder figurer med livsuppfattningar som – fastän varierande – alltid har något av Mallea själv inom sig. Ty varje fiktiv själ bedriver dennes egna sökande efter innebörden av att vara människa (man, kvinna) i en argentinsk livssituation. Denna stora roman är berättelsen om Martín Tregua, författarens alter ego, vars idealistiska drömmar under ungdomstiden möts av besvikelser som dock låter ett starkt hopp överleva. Huvudpersonens tidiga utveckling till författare torde vara starkt självbiografiskt skildrad. Boken kännetecknas av en hög intellektuell nivå, samt en elektrifierande storstadsupplevelse.[22]

- Ágata Cruz, huvudperson i Todo verdor perecerá (1941), är ett belysande exempel på hur Mallea skapar sina figurer. Romanens yttre handling intresserar mindre än skeendena inom Ágata själv. Hon växer upp moderlös i ett litet samhälle – Ingeniero White – beläget inom de södra delarna av provinsen Buenos Aires, tillsammans med sin besynnerlige far: en alkoholiserad bibelläsande schweizisk läkare. Omsider gifter hon sig, med en man hon inte älskar: den tystlåtne Nicanor Cruz, vilken år efter år nedbryts i kampen mellan jordbruk och vild natur. Varje sådant nederlag för makarna allt längre isär. Med avståndet börjar hat framväxa. Då slutligen maken fått lunginflammation öppnar hon husets dörrar och fönster för den kalla vinden – vilket skall göra slut på hela deras tillvaro. Endast han avlider dock. Ágata själv överlever. Sedan hon hamnat i staden Bahía Blanca önskar hon komma ur sin förtvining, möta en man och älska. Advokaten Sotero blir denna längtans föremål. Under några veckor är de ihop, i provinsstadens frivola lyxtillvaro. Sedan åker dock Sotero till Buenos Aires och försvinner. Ágata är tillbaka i ensamheten. Hon återvänder till uppväxtorten Ingeniero White, gradvis alltmer förståndshandikappad. Slutligen blir hon helt otillräknelig – och berövar sig eventuellt livet. (Tvärtemot vad en valhänt sammanfattning förmår uttrycka, är Ágatas ensamhet i romanen ingen av omständigheter betingad isolering; det handlar om den mänskliga existensens ensamhet.)[23] Denna roman belyser även särskilt tydligt Malleas syn på hur kvinnan (bärare av någon sorts instinktsmässig förfining) blir ringaktad i männens råa värld – ännu ett återkommande tema hos författaren.

- Romanen Las águilas (1944) skildrar den misslyckade Román Ricarte, som stukad återvänder till återstoden av sitt ärvda gods. Genom hans minnen (plus tillbakablickande visioner som Mallea tillfogar) framväxer berättelsen om tre generationer rika argentinare – från 1853 fram till nutid. Huvudpersonen är Román, en obeslutsam och svag själ, visserligen nobel men ostrukturerad. Hela romanen tycks kretsa kring Románs svaghet. Han är offer för hustruns och barnens idéer om social ställning. Mallea skyggar dessvärre inför berättandet. Var gång då någon situation uppstår som kunnat vitalisera skildringen, avviker han istället mot långsamma psykologiska analyser eller tämligen filosofiska reflektioner. Författarens stil är också undvikande, indirekt; och ehuru han lyckas uppnå lyckade höjdpunkter i dessa exkurser, blir fraserna vanligtvis otydliga. Hans bekymrade tonfall – sorgen och ångesten rörande argentinarnas livsvillkor – liknar hans övriga romaner.[23]

- Los enemigos del alma (1950) är ett försök att förstå ett antal livsöden. Personerna har staden Bahía Blanca som gemensam scen. Romanen innehåller vissa allegoriska drag, men är främst psykologisk. I varje livsöde märks en filosofisk avsikt bakom den själsliga analysen. Figurerna framstår mer som livsdrömmar än som fullödiga liv. Delvis eftersom Mallea skisserar dem på avstånd, men inte låter dem visa sig direkt i handling eller dialog. Prosan är ett konstspråk, beträffande både ordförråd och syntax, men avvikelserna från normalspråket tillför tyvärr föga.[24]

- Chaves (1953) liknar mer en novell än en roman, genom sitt enda tema. Nämligen huvudpersonen Chaves, vars lidande – motgångar, en avliden dotter och hustru – har förfinat och andligen upphöjt honom. Han är nu arbetare på ett sågverk. Övriga anställda där hatar och trakasserar honom, då hans tystlåtenhet tolkas som herrskapsfasoner. Endast i berättelsens slut, på sista raden, säger Chaves något enda ord. Tillfrågad om ifall han aldrig någonsin ämnar börja samspråka säger Chaves ”nej”. Smärtan har förtärt alla hans ord.[25]

- La sala de espera (1953) tillhör Malleas bästa romaner. Den är kanske snarare ett mellanting mellan roman och novellsamling. Några människor sitter i väntsalen på en järnvägsstation. De ämnar lämna landsbygden och inväntar tåget mot huvudstaden. Deras minnen och drömda förhoppningar eller fasor skildras genom inre monologer. De sitter under timmar alldeles intill varandra, men samtalar blott med sig själva.[26]

- Malleas intresse för Sverige och särskilt Strindberg framträder i Sinbad (1957), en delvis självbiografisk roman. (Inledningen skildrar författarens brådmogna pojkårs dockteater: scenen ordnades i stallet till föräldrarnas hus, varvid Fordringsägare av Strindberg blev första pjäs på repertoaren!) Romanens huvudperson är en dramatisk författare och regissör, Fernando Fe, vars högsta ambition tycks vara att bli Strindbergs värdige lärjunge. Verket liknar La bahía de silencio till struktur och innehåll.[27] Dramat som Fernando Fe vill skriva har samma titel som romanen. Fernandos eget liv identifieras med hans hjältes i pjäsen: ”det var som om livet hindrat honom att skriva verket, och dömt honom att istället leva det”. Verkets tre viktigaste teman är Fernandos trassliga kärleksliv (med Magda som behöver honom och med Lea som inspirerar honom), arbetet på att förädla klassisk argentinsk teater, samt själva pjäsens framväxt. Berättelsen hoppar mellan dessa tre ämnen i kronologisk följd. Mallea själv inträder i romanen, såsom alter egot Gustavo Villa, en person som mest bevittnar skeendena. Romanen innehåller några av de vackraste sidor som Mallea skrivit. Bedömd såsom just roman övertygar den dock inte lika mycket som Todo verdor perecerá.[28]

I författarens senare verk – El resentimiento (1966), La barca de hielo (1967), La penúltima puerta (1969), Triste piel del universo (1971) – återkommer frustrerade figurer. Likaså Malleas gamla tema: den moraliska konfrontationen mellan allvarliga liv och egoistiska sådana. De förra brukar höra hemma i argentinska inlandet, medan huvudstaden Buenos Aires är scen för de sistnämnda. Generellt kan Mallea sägas bibehålla en tankevärld som han utbildat redan på 30-talet, utan att dock därigenom sänka den konstnärliga nivån. Ett intresse för Indien, resultatet av hans diplomatiska verksamhet blev omsider en ny ingrediens, vilken emellertid knappast förändrade verkens allmänna beskaffenhet.

### Malleas bild av hemlandet Argentina
Eduardo Mallea har ofta kallats ”storstadsskildrare”, men bör kanske hellre anses speciell inom argentinsk litteratur genom sitt engagemang för landsbygden. Moderna argentinska berättare fokuserar vanligtvis på Buenos Aires, mera sällan på övriga landet. (Provinsens liv förvisades under 1900-talets gång till genren folklore.) Mallea beskrev däremot ofta vanliga människors undanskymda liv i argentinska inlandet. Och även då romanerna mest handlar om huvudstadens intellektuella (La bahía de silencio exempelvis) brukar landsbygden mycket ofta finnas i deras tankar. Mallea är kanske den nästan ende (mera betydande) moderne argentinske författare som sålunda ”fört landsbygden till staden”.
Några jordnära bygdeskildringar är hans verk om provinsen dock knappast. Alla Malleas skrifter tenderar att bli fascinerande abstraktioner av verkligheten, ingalunda fokuserade på att dokumentärt återge yttre förhållanden. Det allmänmänskliga psyket står alltid i centrum. Författarens speciella idiom ligger fjärran från vardaglig spanska, ett konstspråk som ibland (men inte alltid) ger berättandet en extra dimension.
Särskilt födelseorten Bahía Blanca blev för Mallea mycket viktig. Den präglade hans liv, hans passion och känsla. I många av hans romaner och essäer nämns barndomens värld flitigt, ”som om han ville avtvinga den en slutgiltig hemlighet”. Hans Historia de una pasión argentina inleds med en anspelning på staden. I romanen Todo verdor perecerá beskrivs staden närmare och blir en viktig del av berättelsen. I Los enemigos del alma och den korta berättelsen Chaves likaså.

## Verk av Eduardo Mallea
- Cuentos para una inglesa desesperada (1926, noveller)
- Nocturno europeo (1935, roman)
- Conocimiento y expresión de la Argentina (1935, essä)
- La ciudad junto al río inmóvil (1936).
- Historia de una pasión argentina (1937, essä)
- Fiesta en noviembre (1938, roman)
- Meditación en la costa (1939, essäer)
- La bahía del silencio (1940, roman)
- Todo verdor perecerá (1941, roman)
- El sayal y la púrpura (1941, essäer)
- Las águilas (1944, roman)
- Rodeada está de sueño (1946, lyriska minnen)
- El retorno (1946, roman)
- El vínculo, Los Rembrandts, La rosa de Cernobbio (1946)
- Los enemigos del alma (1950, roman)
- La torre (1951, roman)
- Chaves (1953, roman)
- La sala de espera (1953, roman)
- Notas de un novelista (1954, essäer)
- Sinbad (1957, roman)
- El gajo de enebro (1957, teater)
- Posesión (1958, noveller)
- La razón humana (1959, noveller)
- La vida blanca (1960, essä)
- Las travesías I (1961, reseskildring)
- Las travesías II (1962, reseskildring)
- La representación de los aficionados (1962, teater)
- La guerra interior (1963, essä)
- Poderío de la novela (1965, essäer)
- El resentimiento (1966, noveller)
- La barca de hielo (1967, berättelser)
- La red (1968, berättelser)
- La penúltima puerta (1969, roman)
- Triste piel del universo (1971, roman)
- Gabriel Andaral (1971, roman)
- En la creciente oscuridad (1973, roman)
- Los papeles privados (1974, essä)
- La mancha en el mármol (1982, noveller)
- La noche enseña a la noche (1985, roman)

## Översättningar av Eduardo Malleas verk
Cuentos para una inglesa desesperada (1926)
- Le capitaine, trad. Georges Pillement, i antologin ”Les conteurs Hispano-Américains”, Paris 1933.
- Il capitano, trad. Gherardo Marone, i antologin ”Il libro della pampa” vol II, Lanciano 1937.
- Cynthia, trad. Alis de Sola, i ”Best World Short Stories”, New York & London 1947.

Nocturno europeo (1935)
- Notturno europeo, trad. Mario Puccini, Rom 1945.

La ciudad junto al río inmóvil (1936)
- La città sul fiume inmobile, trad. Attilio Dabini, Milano 1939.
- Samtal översatt till svenska av Per Rosengren, sid 17-23 i antologin Latinamerikanska berättare, Stockholm 1963.

Historia de una pasión Argentina (1937)
- History of an Argentine passion, Pittsburgh, PA, Latin American Literary Review Press 1983.

Fiesta en noviembre (1938)
- Fiesta in November, trad. Alis de Sola, Calder and Boyars, London 1969.

La bahía del silencio (1940)
- The Bay of silence, translated by Stuart Edgar Grummon, New York, A.A. Knopf, 1944.
- Die Bucht des Schweigens, übers. von Hildegard Frey, München, Nymphenburger Verlagshandl., 1968.

Todo verdor perecerá (1941)
- Todo verdor perecerá, trad. al portugués José Lins do Rego & Hemrique de Carvalho Simas, Porto Alegre 1949.
- Tutto il verde perirá, trad. al italiano Attilio Dabini, Milano 1956.
- Alles Gras verdorrt, übers. von Liselott Reger, München, Nymphenburger Verl.-Handl., 1964.
- All green shall perish, and other novellas and stories. (Fiesta in November, translated by A. De Sola. – All green shall perish, translated by J.B. Hughes. – Chaves, translated by M.M. Aspiazu. – Anguish, translated by J.B. Hughes. – The lost cause of Jacob Uber, translated by H.B. MacMillan. – The heart's reason, translated by H. de Onis. – The shoes, translated by M.A. Deulofeu.) New York, Knopf, 1966.
- Alt grønt skal forgå, övers. Kari Risvik, Gyldendal Norsk Forlag, Oslo 1969.

El sayal y la púrpura (1941)
- Grekisk översättning av en tidig version av essän ”El escritor de hoy frente a su tiempo”, i tidskriften Las nuvas letras, okt. 1937, nr 8-10, sid 595-607.

El vínculo, Los Rembrandts, La rosa de Cernobbio (1946)
- Rosen från Cernobbio och andra latin-amerikanska noveller, urval och förord av Martin Rogberg, Sigtuna 1954. (Ursprungligen tryckt i Ord och Bild 1951 sid 127-140.)
- Die Rose von Cernobbio, übers. Albert Theila, i Antologin ”Unter dem Krenz das Südens”, Zürich 1956.

Los enemigos del alma (1950)
- Die Feinde der Seele, übers. Werner Bock, fragment i tidskriften Südamerika, Buenos Aires, nr 7-8, 1951.

Chaves (1953)
- Chaves, trad. de l'espagnol par Sylvia Bénichou-Roubaud, Paris 1965.
- Beredsame Liebhaber, Erzählungen, übers. von Liselott Reger, München, Nymphenburger Verl.-Handl. 1966.

La razón humana (1959)
- The Heart’s Reason, trad. Harriet de Onís, i antologin ”Cuentos y narraciones en lengua española”, New York, Washington Square Press 1961.

La barca de hielo (1967)
- La barque de glace, trad de l'espagnol par Léonard Vergnes, Paris 1971.

La red (1968)
- Das Netz, Buenos Aires Ed. Sudamericana 1977.

(Nämnas kan även översättningen ”August Strindberg, en författare till verkligt gagn för människan” – originaltitel “Un novelista útil al hombre” – tryckt i Svensk litteraturtidskrift 1949. En novell av Mallea, ”Sumersión” – från tidskriften Sur hösten 1931, sid 86-133 – har översatts till italienska och tryckts i L’Italia Letteraria 4 februari 1934 sid 3-4. Texten ”Momentum Vitae” finns i fransk översättning i La Revue Argentine, Paris, nr 14, 1936.)

## Om Eduardo Mallea och hans verk (urval)
- Mildred Adams: Argentine Dry-Rot, New York Times 12 mars 1944, sektion 7, sid 4-5.
- Mary Elizabeth Albury: Eduardo Mallea, Argentine novelist, University of Cincinnati 1947.
- Ingemar Algulin, ”Den latinamerikanska romanen”, Litteraturens historia i världen, av Berndt Olsson & Ingemar Algulin, Stockholm 1990.
- Enrique Anderson Imbert: Historia de la literatura hispanoamericana, II, 6 uppl. 1974.
- Wanda Baldinger Matt: Solitude in the novels of Eduardo Mallea, University of Connecticut 1972.
- Sharon Lea Christoph: The fictional world of Eduardo Mallea, University of Texas at Austin 1966.
- Doris Cole Burnes: Existentialism and the works of Eduardo Mallea, University of Oklahoma 1965.
- Albert C Dawson: Eduardo Mallea, literary theory and novelistic creation, University of Wisconsin 1969.
- David C Dearborn: Eduardo Mallea, a critical comparison with Albert Camus, Brigham Young University 1987.
- Patrick O Dudgeon: Eduardo Mallea, a personal study of his work, Buenos Aires, Agonia, 1949.
- Jean Duvignaud, ”Eduardo Mallea, Chaves, roman, trad. Par S. Bénichou-Roubaud (Gallimard)”, Revista chilena de literatura, No 160 (april 1963).
- Allan Spencer Dyer: The relationship of narrative technique to theme in five works of Eduardo Mallea, University of Colorado 1970.
- David William Foster: Currents in the contemporary Argentine novel – Arlt, Mallea, Sábato and Cortázar, Univ. of Missouri Press 1975.
- Rosemary Goring, Marianne & Hans Levander: Vem är vem i världslitteraturen, Stockholm 1994.
- Carlos F. Grieben: Eduardo Mallea, Ediciones Culturales Argentinas, Ministerio de Educación y Justicia, Dirección General de Cultura, Buenos Aires 1961.
- Beverly Ann Edmonds: Chaves by Eduardo Mallea, James Madison University 1982.
- Alicia Betsy Edwards: Positive values in the works of Eduardo Mallea – the glory and the dream, American University 1968.
- Irene Filipoff Pitzak: A study of imagery in Eduardo Mallea's novel Todo verdo perecerá, Brigham Young University 1975.
- Herbert Gillessen: Themen, Bilder und Motive im Werk Eduardo Malleas, Genève 1966 (serie: Kölner romanistische Arbeiten, 0075-6520; N.F., 36).
- Nils Hedberg: Spansk-amerikanska röster, spansk radiokurs våren 1949, Stockholm 1948.
- John B. Hughes: Arte y sentido ritual de los cuentos y novelas cortas de Eduardo Mallea, Universidad de Buenos Aires, Departamento Editorial 1960.
- Steven Lawrence Johnson: The narratives of Eduardo Mallea, a structuralist analysis, Indiana University 1980.
- Francis James Keough: Mallea and nihilism, University of Connecticut 1973.
- H. Ernest Lewald: Eduardo Mallea, Boston, Twayne, cop. 1977 (serie: Twayne's world authors series, 0564-5603; 433).
- Myron Lichtblau, El arte estilístico de Eduardo Mallea, Buenos Aires 1967.
- Mary Carol Longnecker: Preoccupation and style in the fictional works of Eduardo Mallea, Ohio State University 1952.
- Artur Lundkvist: Utflykter med utländska författare, Stockholm 1969.
- Mala Rani Maharaj: Fiesta en Noviembre, an insight into vision and form, University of the West Indies, St. Augustine, Trinidad and Tobago 1986.
- George William Miliani: The image of Argentina in the writings of Eduardo Mallea, Tulane University of Louisiana 1961.
- José Morales-Saravia: El discurso argentinista en los años treinta – Scalabrini Ortiz, Martínez Estrada, Mallea, Berlin 1986 (Diss. Berlin Freie Univ.).
- Ethel Rosita Pidoux Hammerly: The evolution of Eduardo Mallea's spiritual world, University of British Columbia 1978.
- John H. R. Polt: Eduardo Mallea and the contemporary Argentine novel, University of California, Berkeley 1956.
- John H. R. Polt: The writings of Eduardo Mallea, Berkeley, 1959 (serie: University of California publications in modern philology, 0068-6492 ; 54).
- Martin Rogberg: Följ med till framtidslandet, Uppsala 1945.
- Martin Rogberg: Avstånden är deras landskap – sydamerikanska möten i böcker och liv, Stockholm 1964.
- Silvana Serafin: Il concetto di solitudine nella narrativa di Eduardo Mallea – conquista o condanna, Rassegna iberistica, Rom, nr. 61, sid 27-38 (1997).
- Marifay Shuler: The reality of the artist in La bahia de silencio, Ohio State University 1958.
- Jerry Dee Stevenson: Structures and themes in Eduardo Mallea, University of Utah 1971.
- Demetrios Theodosis: Eduardo Mallea's spiritual perspective, Brigham Young University, 1977.
- Guillermo de Torre: Tres conceptos de la literatura hispanoamericana, Buenos Aires 1963.
- Oscar Hermes Villordo: Genio y figura de Eduardo Mallea, Editorial Universitaria de Buenos Aires 1973.

### Fotnoter
1. ↑  Villordo, Oscar Hermes. Genio y figura de Eduardo Mallea, Editorial Universitaria de Buenos Aires 1973.
2. ↑  Angående Malleas ”andliga rötter”, se exempelvis Artur Lundkvist, Utflykter med utländska författare, Stockholm 1969, sid 242.
3. ↑  Martin Rogberg: Avstånden är deras landskap – sydamerikanska möten i böcker och liv, Stockholm 1964, sid 104.
4. ↑  Enrique Anderson Imbert: Historia de la literatura hispanoamericana, II, 6 uppl. 1974, sid 292.
5. ↑  Alberto Fernando Roldán, ”Eduardo Mallea y su visión del nuevo hombre argentino”, http://www.ensayistas.org/filosofos/argentina/mallea/roldan.htm
6. ↑  Lundkvist 1969, sid 244-245.
7. ↑  Tiririca & Cumpadi Washington, Ed.: Enciclopedia de la literatura argentina. Buenos Aires, Ed. Sudamericana, 1970, sid 122.
8. ↑  Rogberg 1964, sid 113.
9. ↑  http://www.antoniolasheras.com/premio-especial-eduardo-mallea/
10. ↑  Ta Chaves, exempelvis. Mallea beskriver romanfiguren: "Chaves gick alltid hemifrån och tillbaka längs vägarna, och skyddade denna ensamhet som sin heliga skatt, vilken inte skulle få kunna skadas, förutom genom tio eller tjugo passiva avsteg vid något tillfälligt sammanträffande, då han blott lyssnade på den andra personen. Han vägrade ståndaktigt att tala."
11. ↑  Se exempelvis Rosemary Goring, Marianne & Hans Levander: Vem är vem i världslitteraturen, Stockholm 1994, sid 206. Se även Rogberg 1964. Ingemar Algulin, ”Den latinamerikanska romanen”, Litteraturens historia i världen, av Berndt Olsson & Ingemar Algulin, Stockholm 1990, sid 579.
12. ↑  Myron Lichtblau, El arte estilístico de Eduardo Mallea, Buenos Aires 1967.
13. ↑  Se exempelvis Goring etc 1994, sid 206.
14. ↑  Citerat i översättning efter Rogberg 1964. Se även New York Times 12 mars 1944, sektion 7, sid 4-5
15. ↑  Martin Rogberg: Följ med till framtidslandet, Uppsala 1945, sid 74-75.
16. ↑  Rogberg vidtog de praktiska arrangemangen för en uppläsning och bandupptagning. Mallea läste upp en ståtlig invokation ur Conocimiento y expresión de la Argentina såsom sitt bidrag. Rogberg 1964, sid 113-114. Radiokursen från våren 1949 hette Spansk-amerikanska röster, http://libris.kb.se/bib/1399787. Sidorna 19 samt 33-34 berör vår författare.
17. ↑  Rogberg 1964, sid 114-115.
18. ↑  Lundkvist 1969, sid 241-246.
19. ↑  Anderson Imbert 1974, sid 292.
20. ↑  Anderson Imbert 1974, sid 292-293.
21. 1 2  Anderson Imbert 1974, sid 293.
22. ↑  Anderson Imbert 1974, sid 293. Romanen har jämförts med Huxleys ”Kontrapunkt”, se exempelvis Lundkvist 1969, sid 243-244. Rogberg 1964, sid 103f.
23. 1 2  Anderson Imbert 1974, sid 293-294.
24. ↑  Anderson Imbert 1974, sid 295. Lundkvist 1969, sid 245.
25. ↑  Anderson Imbert 1974, sid 295-296.
26. ↑  Rogberg 1964, sid 107-112.
27. ↑  Ett citat som beskriver Nya Världens speciella människotyp må anföras: ”Han är amerikan, avstånden är hans landskap. Hans väg borde gå från tystnadens stora regioner till samfärdselns områden. Och han skrämdes inte av de ändlösa zoner han måste genomkorsa, inte heller av bredden och hindren hos denna flod utan början eller mittpunkt eller slut. Vilket moraliskt eller materiellt avstånd kan inte en amerikan omfatta? Han är redo till allt och kan vandra och vandra med illusionen av någonting nytt för sin blick.” – Mallea använder alltid ordet ”amerikan” i dess ursprungliga betydelse, aldrig såsom åsyftande enbart USA:s invånare.
28. ↑  Malleas intresse för Sverige förekommer i ett samtal mellan honom och Martin Rogberg, dokumenterat av den sistnämnde. De båda brukade dricka te på ett konditori. Mallea berättade om sin familjehistoria – likaså om sitt intresse för Skandinavien, särskilt Sverige – vid dessa möten. Se Rogberg 1964, sid 115-116. Se även Anderson Imbert 1974, sid 296.
29. ↑  Anderson Imbert 1974, sid 296.
30. ↑  Argentinska författare med socialrealistisk inriktning påtalar ibland att landets romankonst överhuvud inte ger någon särskilt representativ bild av verkligheten. Rodolfo Walsh (Un oscuro día de justicia, Buenos Aires 1973, förordet sid 24-26) gjorde en gång tankeexperimentet att en marsmänniska eller någon annan totalt utomstående varelse skulle försöka förstå Argentinas reella förhållanden utgående enbart från landets skönlitteratur; då skulle bilden bli något fullständigt exotiskt. En yngre författargeneration har, bör även nämnas, kritiserat såväl Mallea som åtskilliga av hans samtida för elitistisk intellektualism. Se även George William Miliani: The image of Argentina in the writings of Eduardo Mallea, Tulane University of Louisiana 1961.
31. ↑  Formuleringen lånad från Lundkvist 1969, sid 242.
32. ↑  Se exempelvis: Jean Duvignaud, ”Eduardo Mallea, Chaves, roman, trad. Par S. Bénichou-Roubaud (Gallimard)”, Revista chilena de literatura, No 160 (april 1963), sid 711-713. Rogberg 1964, sid 117, 118, 123.